# Vlora Çitaku

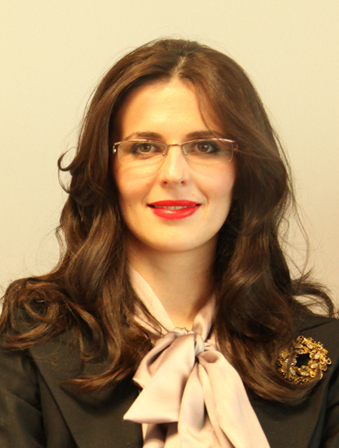
Vlora Çitaku (2014)

Vlora Çitaku (* 10. Oktober 1980 in Podujeva, Jugoslawien) ist eine kosovarische Politikerin und Diplomatin. Sie war Europaministerin und Botschafterin ihres Landes in den USA.

## Biographie
Vlora Çitaku wurde 1980 in Bajčina, einem Ortsteil der Gemeinde Podujeve im Nordosten des Kosovo geboren. Sie absolvierte einen Magister-Studiengang in Medien und Journalismus und arbeitete anschließend als Journalistin. Schon während des Kosovokriegs 1998/1999 war sie als Übersetzerin für westliche Medien und Berichterstatterin für Nachrichtenagenturen tätig.
Gegen Ende des Krieges wurde sie selbst zum Flüchtling. Seit 1999 engagierte sie sich in der Politik. Sie wurde zunächst Sprecherin der Befreiungsarmee des Kosovo (UÇK) und trat nach der Gründung der Partei im Nachkriegskosovo der Partia Demokratike e Kosovës (PDK) bei. Sie war für die PDK zwei Legislaturperioden lang Mitglied des Parlaments und spezialisierte sich auf Außenpolitik und die europäische Integration.
Von 2010 bis 2011 war sie stellvertretende Außenministerin des Kosovo. 2011 wurde Vlora Çitaku unter Premier Hashim Thaçi Ministerin für europäische Integration. Sie blieb bis 2014 in diesem Amt.
Sie wurde Generalkonsulin des Kosovo in New York. Am 20. August 2015 wurde sie zur Botschafterin des Kosovo in den Vereinigten Staaten ernannt. Bis zum März 2021 bekleidete sie das Amt in Washington, D.C.
2023 beklagte sie, dass zwar die Waffen seit fast ein Jahrzehnt lang geschwiegen hätten. Das Misstrauen aber zwischen den beiden Nachbarn Kosovo und Serbien, das die kosovarische Unabhängigkeit nicht anerkennt, habe sich trotz der Gespräche der internationalen Gemeinschaft zur Beilegung der Spannungen eher verfestigt.
Vlora Çitaku lebt heute in Pristina.

## Kontroversen
Anlässlich des 15. Jahrestages des Beginns der Bombardierung Jugoslawiens durch die NATO 1999 postete Çitaku ein Bild auf Twitter, das eine politische Kontroverse auslöste. Sie ersetzte den bekannten Slogan des Sportbekleidungskonzerns Nike „Just Do It“ durch die Worte „NATO Air Just Do It“ mit einem Kriegsflugzeug daneben. Das serbische Außenministerium bezeichnete die Geste als respektlos gegenüber den durch die NATO-Luftangriffe getöteten serbischen Zivilisten. Nike distanzierte sich und erklärte, dass das Bild nicht den offiziellen Standpunkt des Unternehmens repräsentiere und dass das Unternehmen in keiner Weise an der Veröffentlichung des Tweets oder der Erstellung des Bildes beteiligt gewesen sei.
Im April 2019 verglich Çitaku in einem Tweet eine Episode von Game of Thrones mit der Geschichte zwischen Serbien und dem Kosovo, wobei sie Serbien die Rolle der „White Walkers“ zuordnete, der Hauptbösewichte, die in den Filmen als übernatürliche Bedrohung der Menschheit dargestellt werden. Ihr Tweet löste zahlreiche ablehnende Reaktionen aus.